# Ignazio Danti
Inácio Danti (em italiano:  Ignazio ou Egnatio ou Egnazio Danti; em latim: Ignatius Dantes, Perúgia, abril de 1536 — Alatri, 19 de outubro de 1586) foi um sacerdote dominicano, bispo, matemático, astrónomo e cartógrafo e cosmógrafo italiano do século XVI.
Natural da cidade de Perúgia (então pertencente aos Estados Papais), foi baptizado a 26 de abril de 1536 com o nome de Pellegrino Rainaldi Danti. Em 1555 entrou para a ordem dominicana, mudando o seu nome de Pellegrino para Ignazio. Depois de terminados os estudos de filosofia e teologia, foi pregador durante algum tempo e dedicou-se depois aos estudos de matemática, astronomia e geografia.
Em 1562 pediu a transferência para o Convento de São Marcos, em Florença e foi tutor e professor de matemática e ciências dos filhos de ricos comerciantes da república.
No ano seguinte foi convidado pelo Grão-duque da Toscânia Cosme I para vários projectos, publicou vários trabalhos científicos e foi nomeado professor de matemática da Universidade de Pisa em 1569.

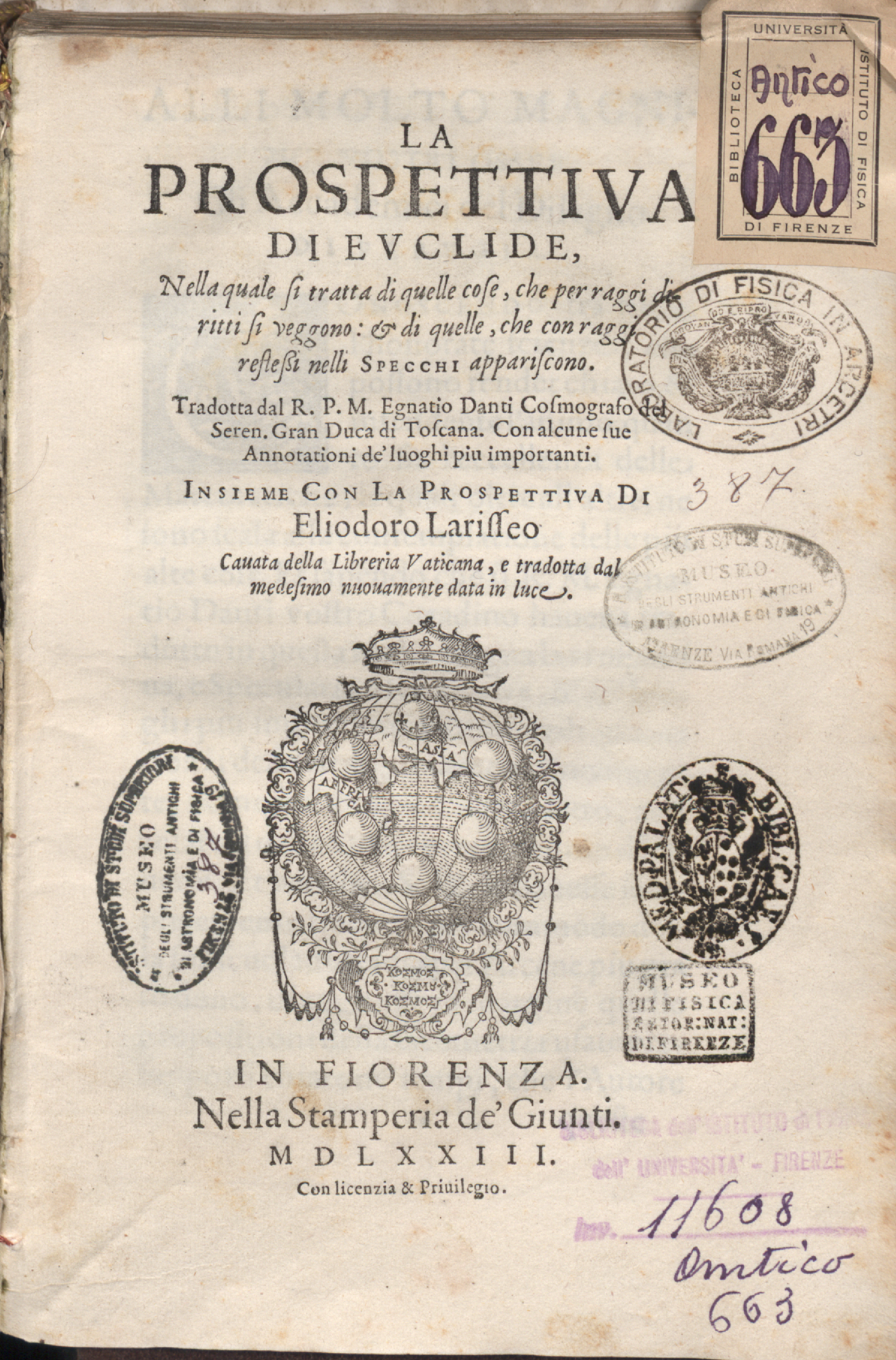
Inácio Danti traduz e comenta a obra sobre Óptica de Euclides em 1573, em Florença.

Em 1575 foi escolhido para professor de matemática na Universidade de Bolonha.
Nos anos seguintes encontra-se entre os membros da Comissão escolhida por Gregório XIII para estudar a reforma do calendário que viria  a ser conhecido como calendário gregoriano, executada em 1582.
Em 1583 foi nomeado bispo de Alatri, onde morreu em 19 de outubro de 1586.